# Пешеходный мост (Великий Новгород)
Пешеходный («горбатый», ) мост через реку Волхов в Великом Новгороде находится в историческом центре города и соединяет Софийскую и Торговую стороны в районе новгородского Детинца и Ярославова Дворища. Является важнейшим элементом коммуникации в современном Новгороде, соединяя по кратчайшей прямой две его исторические стороны.

## История
Первый новгородский мост — Великий мост, стоявший на этом же месте, упоминается в летописи в 1133 году. Мост неоднократно перестраивался и эксплуатировался до 1944 года, когда был взорван отступавшими фашистскими войсками.
Согласно Первому Генеральному плану восстановления послевоенного Новгорода, на месте разрушенного моста планировалось построить новый автомобильный. Однако, уже разработанный проект в конце 1940-х годов был отклонён, и возведение автомобильного моста было начато ниже по течению Волхова в районе улицы Розважа и улицы Фёдоровского ручья. Строительство же пешеходного моста от Кремля (Детинца) к Ярославову Дворищу было отложено на неопределённый срок.
Первый проект будущего моста был разработан конторой «Новжилкоммунпроект». Инженеры постарались учесть все исторические, ландшафтные и архитектурные особенности местности. Согласно этому проекту, кроме прочего, предлагалось использовать для декора розовый гранит, установить низкие мостовые светильники, планировалось также воссоздать рисунок ограждения старого моста.
В 1983 году в ленинградском институте «Ленпромтранспроект» (инженеры Е. Н. Арсентьев, Д. Смирнов) был подготовлен новый проект новгородского Пешеходного моста. Многие из рекомендаций первого проекта не нашли в нём места. В частности, отметка проезжей части была завышена почти на 2 м, подходы к мосту в меньшей степени учитывали прилегающий ландшафт. Были изменены также конструкция и архитектура самого моста. При рассмотрении проекта и идеи строительства моста вообще в прессе развернулась активная полемика. Высказывалась идея о том, что его изогнутая форма в значительной степени перекроет классические новгородские виды на древние архитектурные ансамбли.
Тем не менее, по уникальному на тот момент проекту, в 1985 году было начато строительство нового пешеходного моста, воссоединившего напрямую Ярославово Дворище и новгородский Детинец. Был сооружён трехпролётный балочный мост с криволинейными (арочными) очертаниями нижнего пояса. Общий вес металлической конструкции составил 800 тонн. Строительные работы производил «Мостоотряд № 75». Горбатый мост открылся в 1987 году. По окончании строительства, при испытаниях на мост было заведено 12 гружёных автомашин ЗИЛ-130 весом 11 тонн каждая. Согласно техническим характеристикам, на мосту одновременно могут находиться около 8000 человек.
До 1987 года на обоих берегах в точках съезда на мост сохранялись смотровые площадки, огороженные белыми бетонными перилами с балясинами. 
С 25 марта до 10 июня 2009 года в рамках подготовки города к 1150-летнему юбилею на мосту были проведены самые масштабные с момента его постройки ремонтные работы. Подрядчиком выступил «Мостоотряд № 75». Сметная стоимость работ составила 19,32 млн рублей.

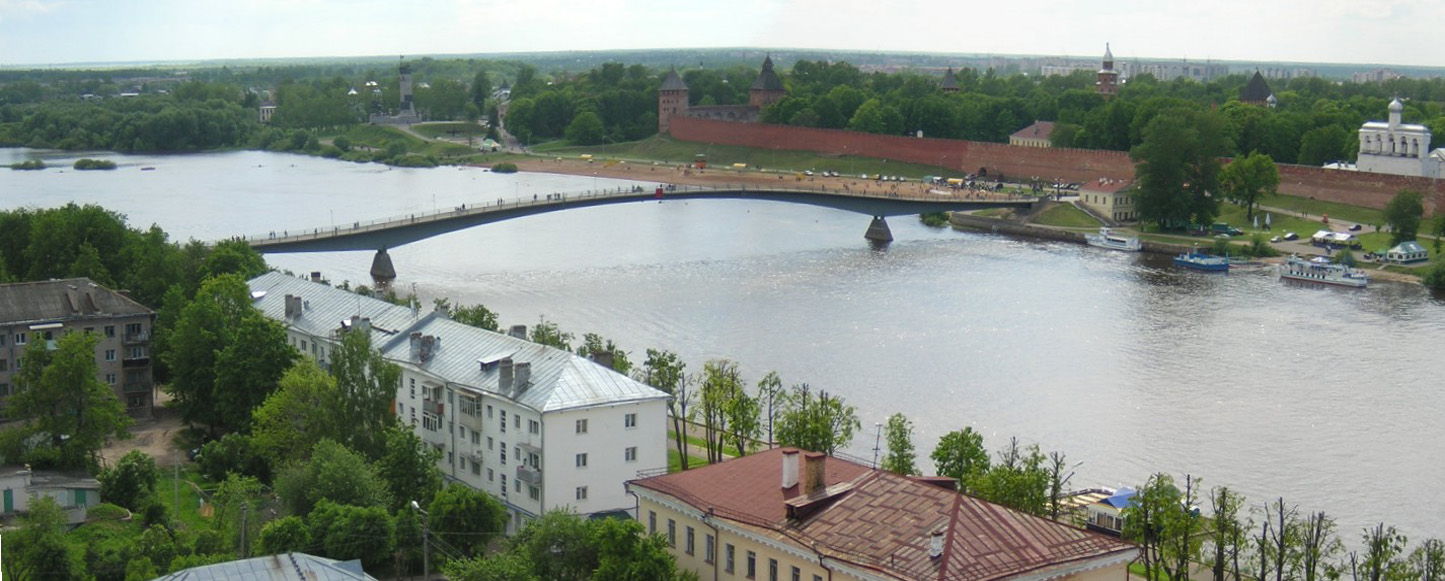
Вид на мост с Торговой стороны

## Конструкция
Мост трёхпролётный металлический балочно-консольный. Пролётное строение состоит из неразрезных балок коробчатого сечения с криволинейным очертанием нижнего пояса. Схема разбивки на пролёты — 53,5 + 136,0 + 53,5 м. Обе речные опоры развиты к низу лишь в поперечном направлении, не стесняя русла. Длина моста составляет 255,5 м. 
Покрытие прохожей части моста асфальтобетонное. Перильное ограждение металлическое, простого рисунка, завершается на устоях гранитными парапетами. На устоях установлены четыре торшера с декоративными светильниками.